# Пейчала
Пейчала — деревня в Шумском сельском поселении Кировского района Ленинградской области.

## История
Впервые упоминается в Писцовой книге Водской пятины 1500 года как деревня Пельцела в Егорьевском Теребужском погосте Ладожского уезда.
Затем деревня Пелчела упоминается в Дозорной книге Водской пятины Корельской половины 1612 года.
На плане Генерального межевания Новоладожского уезда 1788 года деревня Пелчела указана на берегу «речки Войбокола» рядом с деревнями Горка и Филискова.
На карте Санкт-Петербургской губернии Ф. Ф. Шуберта 1834 года она обозначена как деревня Польчела.

ПЕЛЬЧАЛА — деревня принадлежит полковнице Куломзиной, число жителей по ревизии: 59 м. п., 53 ж. п. (1838 год)

ПОЛЧАЛЫ — деревня госпожи Куломзиной, по просёлочной дороге, число дворов — 15, число душ — 61 м. п. (1856 год)

ПЕЙЧАЛА (ПЕЛЬГОЛА) — деревня владельческая при реке Ютине, число дворов — 20, число жителей: 73 м. п., 74 ж. п.  (1862 год)

В 1866 году временнообязанные крестьяне деревни выкупили свои земельные наделы у М. В. Львовой и стали собственниками земли.
В конце XIX века деревня административно относилась к Шумской волости 1-го стана Новоладожского уезда Санкт-Петербургской губернии, в начале XX века — 4-го стана.
С 1917 по 1927 год деревня Пельчала входила в состав Горского сельсовета Шумской волости Волховского уезда.
Согласно данным переписи населения СССР 1926 года в деревне Пельчала проживали 208 человек — все русские.
С 1927 года в составе 1-го Горского сельсовета Мгинского района.
С 1928 года в составе Горского сельсовета.
По данным 1933 года деревня называлась Пельгали и входила в состав Горского сельсовета Мгинского района.

План деревни Пейчала. 1941 год

Согласно топографической карте РККА 1941 года деревня называлась Пельчела и насчитывала 38 дворов. В центре деревни находилась часовня.
С 1 сентября 1951 года деревня Пельчала учитывается областными административными данными как деревня Пейчала.
С 1954 года в составе Шумского сельсовета.
В 1958 году население деревни Пейчала составляло 140 человек.
С 1960 года в составе Волховского района.
По данным 1966 и 1973 годов деревня Пейчала находилась в подчинении Шумского сельсовета Волховского района.
По данным 1990 года деревня Пейчала входила в состав Шумского сельсовета Кировского района.
В 1997 году в деревне Пейчала Шумской волости проживали 36 человек, в 2002 году — 32 человека (все русские).
В 2007 году в деревне Пейчала Шумского СП — 17, в 2010 году — 25 человек.

## География
Деревня находится в восточной части района к востоку от автодороги 41К-122 (Лаврово — Шум — Ратница), на левом берегу реки Гаричи.
Расстояние до административного центра поселения — 5 км.
Расстояние до ближайшей железнодорожной станции Войбокало — 3 км.
Граница деревни Пейчала проходит по реке Гаричи, по землям сельскохозяйственного назначения и по землям запаса Шумского сельского поселения.

## Демография
| 1862 | 2007 | 2010 | 2011 | 2017 |
| ---- | ---- | ---- | ---- | ---- |
| 147  | ↘17  | ↗25  | ↘16  | ↗17  |

## Инфраструктура
По данным администрации на 2011 год деревня насчитывала 38 домов.